# Mevastatină
Mevastatina este un compus chimic ce prezintă acțiune hipolipemiantă, aparținând clasei statinelor. A fost izolat pentru prima dată din specia de mucegai Penicillium citrinum de către Akira Endo în anii 1970, iar acesta a concluzionat că este un inhibitor de HMG-CoA reductază. Poate fi considerat ca fiind prima statină, însă aceasta a fost prea toxică pentru uz medical (studiile clinice s-au desfășurat în anii 1970 în Japonia), astfel că prima statină care a intrat pe piață a fost lovastatina.